# ICA IS-28 M
Die ICA IS-28M, ist ein zweisitziger, in Metallbauweise hergestellter Motorsegler, der aus dem 1970 von Iosif Silimon konstruierten doppelsitzigen Segelflugzeug IS-28 abgeleitet wurde. Spätere Varianten weisen dann nicht mehr das Kürzel „IS“ für den Konstrukteur, sondern „IAR“ als Kürzel für „Industria Aeronautică Română“ auf. In einigen Ländern wird die Motorseglerversion auch als IAR-34 geführt.

## Konstruktion
Der Motorsegler IS-28M ist – wie alle seine Varianten – ein doppelsitziger Motorsegler in Metallbauweise mit einem charakteristischen T-Leitwerk. Die Variante IS-28 M wies gegenüber dem Ausgangsmuster IS-28 nur geringe Veränderungen auf – der Rumpf wurde nur soweit modifiziert, dass die Aufnahme eines Motors möglich war. Bei der ersten Variante IS-28 M2 wurde ein neuer Rumpf mit nebeneinander liegenden Sitzen und halbeinziehbarem Spornradfahrwerk konstruiert. Diese Variante wurde von einem Limbach-Flugmotor mit 60 PS Leistung angetrieben. Mit Verfügbarkeit des nominell 20 PS stärkeren Limbach L 2000 wurde die Version M2(?) entwickelt und mit dem auch von anderen Motorseglern wie beispielsweise der Grob G 109A in dieser Kombination bekannten mechanisch verstellbaren Hoffmann-Dreistellungspropeller (Start-, Reise- und Segelstellung) ausgestattet. Bei der Variante IAR-28 MA wurden nochmals die Tragflächen überarbeitet.
Ähnlich wie bei der Diamond Aircraft Dimona wurde mit der Verfügbarkeit des Rotax-912-Flugmotors ein zweisitziges, als JAR-VLA zugelassenes Trainingsflugzeug für die Motorflugausbildung durch Modifikation der Tragflächen abgeleitet. Diese Variante wird als IAR-46 bezeichnet und flog erstmals 1993.

## Nutzung
Die IS-28 M eignet sich für Schulung, Übungsflüge sowie für den Überlandflug. Um die Reisetauglichkeit der IS-28 M2 zu demonstrieren, wurden drei Maschinen dieses Typs auf einen Flug von Brașov, Rumänien nach Tocumwal, Australien geschickt. Sie bewältigten diese Strecke in einer Flugzeit von 146 Stunden. Eine weitere Reise über mehrere Kontinente wurde von einer deutschen Besatzung bewältigt, die mit einer IS-28 M2 von Eisenach nach Karthago flog.

## Technische Daten
| Kenngröße             | IS-28 M1                            | IS-28 M2                           |
| --------------------- | ----------------------------------- | ---------------------------------- |
| Besatzung             | 1                                   | 1                                  |
| Passagiere            | 1                                   | 1                                  |
| Länge                 | 7,5 m                               | 7,5 m                              |
| Spannweite            | 17 m                                | 17 m                               |
| Höhe                  | 2,15 m                              | 2,15 m                             |
| Gleitzahl             | 23                                  | 26                                 |
| Geringstes Sinken     | 1,15 m/s bei 105 km/h               | 1,15 m/s bei 105 km/h              |
| Leermasse             | –                                   | 583,5 kg                           |
| Startmasse            | –                                   | 780 kg                             |
| Reisegeschwindigkeit  | 150 km/h                            | 170 km/h                           |
| Höchstgeschwindigkeit | 200 km/h                            | 200 km/h                           |
| Dienstgipfelhöhe      | –                                   | 4500 m                             |
| Reichweite            | –                                   | ca. 600 km (ohne Reserve)          |
| Triebwerk             | ein Limbach SL 1700 E0; 44 kW/60 PS | ein Limbach L 2000 E1; 59 kW/80 PS |
| Steigrate             | –                                   | 2,0 m/s                            |